# ByeAlex
ByeAlex, уроджений А́лекс Ма́рта (угор. Márta Alex; нар. 6 червня 1984 року, Угорщина) — угорський інді-поп-співак і музикант. Представляв Угорщину  на пісенному конкурсі Євробачення 2013 в Мальме з піснею «Kedvesem» і зайняв 10 місце.

## Біографія
Алекс Марта народився  6 червня 1984 року в угорському місті Кішварді. Закінчив початкову і середню школи в селі Феньєшлітке  медьє Саболч-Сатмар-Береґ). Вищу освіту здобув в Університеті міста Мішкольц, на факультеті гуманітарних наук за спеціальністю  філософ.
Почав займатися музикою досить рано, але спочатку не ставив перед собою серйозних цілей, просто розважав сестру батьків. Наприклад, вибирав звуки із комп'ютерних ігор і робив з них смішні  ремікси. Будучи студентом, захоплювався грою на банджо. Пізніше став вокалістом групи «Мій подарунок для тебе» (англ. My Gift To You). Найбільшого успіху гурт досягнув з піснею  Csókolom. З часом Алекс прославився як  автор  і виконавець психоделічних-пост-рокових обробок і реміксів. В 2012 році ByeAlex розпочав сольну кар'єру під власним ім'ям.
Найвідомішою піснею Алекса  залишається  Csókolom. В березні  2013 року  співак добився успіху в ході угорського національного відбору пісенного конкурсу Євробачення 2013 з піснею «Кохана» (угор. Kedvesem), написаною самим Алексом а також  Золтаном Ковачем Паласті та угорською групою  «Zoohacker» спеціально для участі в конкурсі.
16 травня 2013 року з піснею «Кохана» виступив у другому півфіналі  «Євробачення-2013», за підсумками якого пройшов до фіналу конкурсу. 18 травня виступав у фіналі під номером 17. Набравши загалом 84 бали  від 15 із 39 країн-учасниць, ByeAlex зайняв 10-е місце. Найвищий бал  Алекс отримав від Німеччини (1-е місце, 12 балів), Швейцарії і Фінляндії (2-е місце, по 10 балів) і Албанії (3-е місце, 8 балів). 10-е місце ByeAlex є третім досягненням угорських виконавців за всю  історію участі країни в   «Євробаченні» і найкращим з  1995 року.

## Дискографія

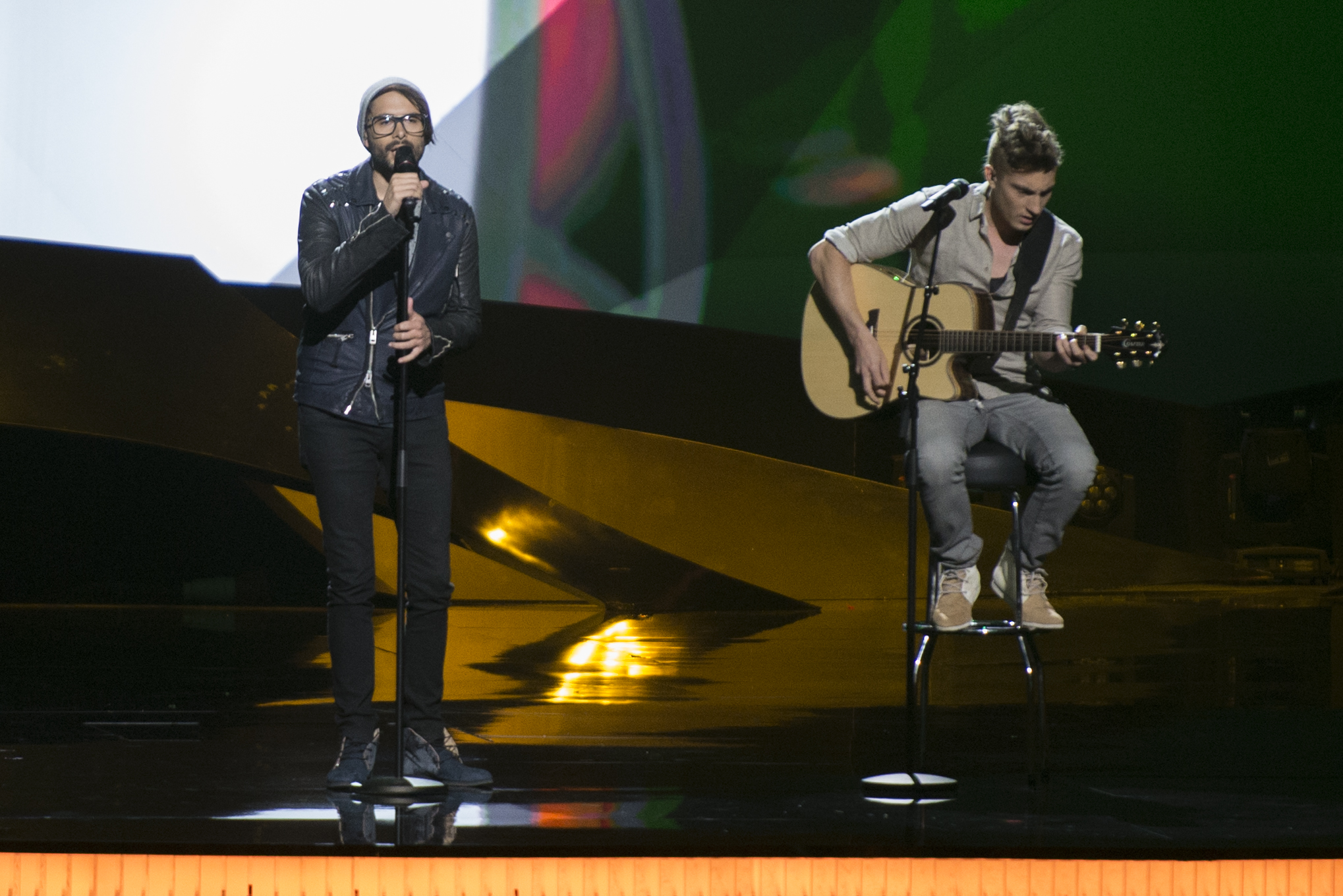
ByeAlex на Євробаченні 2013

### Сингли
- 2012 — Láttamoztam
- 2012 — Csókolom
- 2012 — Messziről
- 2012 — Kedvesem
- 2012 — Kedvesem (Zoohacker Remix)
- 2013 — One For Me
- 2013 — Nekemte

### Дуети
- 2012 — Te vagy (разом із John the Valiant)